# 김명수 (성우)
김명수(1949년 3월 1일 ~ )는 대한민국의 성우이다. 1974년 MBC 6기 공채 성우로 데뷔하였다.

## 출연작품

### 애니메이션
- 미래용사 볼트론(MBC) - 아루스 국왕
- 톰소여의 모험(MBC) - 코린즈
- 우주보안관 장고(MBC)
- 은하순찰대(MBC)
- 유령대소동(MBC)
- 고바리안(MBC) - 쿠르트 버스터
- 마야 붕붕(MBC)
- 마르코 폴로의 모험(MBC)
- 말괄량이 뱁스(MBC)
- 꿀벌의 친구(MBC)
- 펭킹 라이킹(MBC)
- 마이티 마우스(MBC)
- 발리언트(MBC)
- 몬스터(투니버스) - 갈브레히트
- 로빈 훗의 모험(MBC)
- 그림명작동화(MBC)

### 영화
- 그렘린II(MBC)
- 호스티지(MBC) - 월터 스미스 (케빈 폴락)
- 나쁜 녀석들 2(MBC) - 마약 수사국 요원(안토니 코론)
- 시카고(MBC) - 해리슨 검사 (컴 피오)
- 대진제국(MBC)
- 쉬즈 더 맨(MBC) - 교장 선생님(데이비드 크로스)
- 리플레이스먼트 킬러(MBC)
- 장군의 딸(MBC) - 무어 대령 (제임스 우즈)
- D-13(MBC)
- 바닐라 스카이(MBC) - TV 방송 전문가(제프 웨이스)
- 황후화(MBC) - 장태의 (예대홍)
- 노브레인 레이스(MBC) - 도날드 P. 싱클레어 (존 크리즈)
- 무인 곽원갑(MBC) - 내복(정량)
- 젠틀맨 리그(MBC) - M / 유령 (리차드 록스버그)
- 아이 스파이(MBC) - 아놀드 군다르 (말콤 맥도웰)
- 동방불패(MBC) - 임아행 (임세관)
- 제르미날(MBC) - 드늘랭
- 고질라(MBC) - 힉스 대령 (케빈 던)
- 메리에겐 뭔가 특별한 것이 있다(MBC) - 메리 아빠(키스 데이비드) / 수사관(롭 모란)
- 유혹은 밤 그림자처럼(MBC) - 아로카스
- 프랭키와 쟈니(MBC) - 닉 (엑토르 엘리손도)
- 친니친니(MBC)
- 더 록(MBC) - 크레이머(스튜어트 윌슨)
- 포레스트 검프(MBC)
- 위험한 증언(MBC)
- 적벽대전2(MBC) - 하후돈 외
- 에어 콘트롤(MBC)
- 더 팬(MBC)
- 훌라 걸스(MBC)
- 탄생(MBC) - 숀의 아버지(테드 러바인)
- 미시시피 버닝(MBC)
- 더 퀸(MBC)
- 마스터 앤드 커맨더: 위대한 정복자(MBC) - 프랑스 함선 선장(티에리 시걸)
- 알렉산더(MBC) - 파르메니온(존 캐바너)
- 디 아워스(MBC)
- 에어 포스 원(MBC) - 국무장관(딘 스톡웰)
- 미션(MBC) - 카베사(척 로우)
- 폴리스 아카데미(MBC)
- S.W.A.T. 특수기동대(MBC) - 토마스(래리 포인덱스터)
- 화소도(MBC)
- 어퓨굿맨(MBC)
- 모험왕(MBC)
- 파고(MBC)
- 브룩 쉴즈의 사하라(MBC)
- 탑건(MBC) - 탑건 관제 장교
- 피아니스트(MBC) - 안드레이(로넌 비버트)
- 빠삐용(MBC)
- 창공의 여왕(MBC)
- 제니퍼 연쇄 살인사건(MBC) - 아로카스
- 패신저 57(MBC)
- 홍콩 미스터리(MBC)
- 바비(MBC) - 잭(마틴 신)
- 프리잭(MBC) - 마크 미셜리 (조나단 뱅크스)
- 코브라(MBC) - 댄(데이비드 래시)
- 라이징 선(MBC)
- 다이얼 M을 돌려라(MBC)
- 크루얼 죠스(MBC) - 프랜시스 (데이빗 루더)
- 후크(MBC)
- 여인의 향기(MBC)
- 석양의 건맨(MBC) - 그로기(루이지 피스틸리) / 보안관(엔리케 나바로)
- 총잡이 링고(MBC) - 팀(마누엘 무니스)
- 악마의 4시(MBC) - 찰리(버니 해밀턴)
- 은빛 안장(MBC) - 로이의 아버지(아구스틴 베스코스)
- 다저스 몽키(MBC) - 선생님(앤디 채프먼)
- 소돔과 고모라(MBC) - 멜키오르(릭 바탈리아)
- 크미치스(MBC) - 브라운(예지 페도로비치)
- 리썰 웨폰 2(MBC) - 한스(마크 롤스턴)
- 리썰 웨폰 3(MBC) - 허먼(앨런 스카프)

### 외화
- CSI 뉴욕(MBC)
- 뮤턴트X(MBC 드라마넷) - 아담 (존 셰아)

### 라디오 드라마
- 다큐멘터리 드라마 격동 50년(MBC) - 김대중
- 만화열전-열혈강호(MBC) - 검황, 문정후

### 배우 출연
- 여명의 눈동자(MBC)

### 방송 출연
- 진실게임(SBS)
- MBC 뉴스데스크(MBC)
- 토크쇼 임성훈과 함께(MBC)

## 같이 보기
- 대한민국의 성우